# Asmus
Asmus (dodatkowa nazwa w j. kaszub. Asmùs, niem. Asmus) – wieś kaszubska w Polsce położona w województwie pomorskim, w powiecie chojnickim, w gminie Brusy na obszarze Zaborskiego Parku Krajobrazowego).
W latach 1975–1998 miejscowość administracyjnie należała do województwa bydgoskiego.